# Liolaemus mapuche
Espèce
Statut de conservation UICN

 LC  : Préoccupation mineure
Liolaemus mapuche est une espèce de sauriens de la famille des Liolaemidae.

## Répartition
Cette espèce est endémique de la province de Neuquén en Argentine. Elle se rencontre entre 500 et 650 m d'altitude.

## Étymologie
Cette espèce est nommée en l'honneur des Mapuches.

## Publication originale
- Abdala, 2002 : Nuevo Liolaemus (Iguania: Liolaemidae) perteneciente al grupo Boulengeri de la Provincia de Neuquèn, Argentina. Cuadernos de Herpetología, vol. 16, no 1, p. 3-13.